# Алворада-ду-Сул
Алворада-ду-Сул (порт. Alvorada do Sul) — муниципалитет в Бразилии, входит в штат Парана. Составная часть мезорегиона Северо-центральная часть штата Парана. Находится в составе крупной городской агломерации. Входит в экономико-статистический микрорегион Порекату. Население составляет 8934 человека на 2006 год. Занимает площадь 424,245 км². Плотность населения — 21,1 чел./км².
Праздник города — 14 декабря.

## История
Город основан 14 декабря 1952 года.

## Статистика
- Валовой внутренний продукт на 2003 год составляет 90 758 880,00 реалов (данные: Бразильский институт географии и статистики).
- Валовой внутренний продукт на душу населения на 2003 год составляет 9995,47 реалов (данные: Бразильский институт географии и статистики).
- Индекс развития человеческого потенциала на 2000 год составляет 0,757 (данные: Программа развития ООН).

## География
Климат местности: субтропический.